# 112233 Каммерер
112233 Каммерер (112233 Kammerer) — астероїд головного поясу, відкритий 16 травня 2002 року.
Тіссеранів параметр щодо Юпітера — 3,425.